# Maurice Grammont
Maurice Grammont (Damprichard, 15 aprile 1866 – Montpellier, 17 ottobre 1946) è stato un linguista, dialettologo ed esperto di fonetica francese.

## Biografia
Insegnò nel 1892 linguistica alla facoltà di lettere dell'università di Digione e dal 1895 fino al 1939 occupò la cattedra di grammatica e filologia presso la facoltà di lettere dell'università di Montpellier.
Nel 1904 fondò il Laboratoire de phonétique expérimentale dell'università di Montpellier.   
Fra le sue opere si evidenziano Les vers française: ses moyens d'expression, son harmonie del 1904, Traité de phonétique del 1933.